# Peder Claussøn Friis
Peder Claussøn Friis (Rekefjord, 1 d'abril de 1545 - Valle, 15 d'octubre de 1614) fou un escriptor i clergue noruec.
L'historiador Frederik Winkel Horn va dir sobre ell: "Va fer grans serveis a la història de Noruega amb la traducció de les sagues antigues dels reis. Com l'obra de Vedel, està escrita amb un estil excel·lent. Aquest estil també l'aplica a altres obres, com Norriges og omliggende Oers Beskrivelse —una descripció de Noruega i les illes adjacents— en la qual s'hi troba informació històrica de gran valor. La seva llengua és remarcablement pura, sense artificis innecessaris."